# Пуринергическая передача сигнала
Пуринерги́ческая переда́ча сигна́ла (англ. purinergic signalling) — тип межклеточной передачи сигнала, опосредованный пуриновыми нуклеотидами и нуклеозидами, например, аденозином и ATP. Пуринергическая передача сигнала включает активацию пуринергических рецепторов клетки или соседних клеток, тем самым регулируя клеточные функции. Пуринергическая передача сигнала может происходить между клетками в самых разных тканях и органах, а её нарушения нередко ассоциированы с различными заболеваниями.
Совокупность белков, задействованных в пуринергической передаче, иногда называют пуриномом.

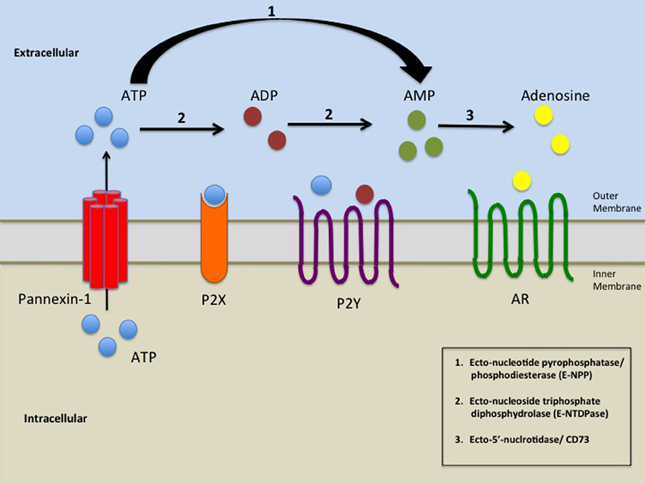
Упрощённая схема межклеточной пуринергической передачи сигнала. Подробные пояснения см. в тексте статьи.

## Молекулярные механизмы
Способность выделять нуклеотиды и нуклеозиды характерна для самых разнообразных клеток. Выделение этих веществ во внешнюю среду повреждёнными и умирающими клетками служит важнейшим индикатором повреждения клетки, а из живых, нормально функционирующих клеток такое выделение обеспечивают несколько физиологических механизмов. Среди последних следует упомянуть экзоцитоз (характерный, например, для нервных и нейроэндокринных клеток многоклеточных животных), диффузию через мембранные каналы и транспортировку переносчиками.
Выделенные нуклеотиды могут гидролизоваться во внеклеточной среде под действием особых ферментов, локализованных на поверхности клетки — эктонуклеотидаз. Пуринергическая система передачи сигнала состоит из переносчиков, ферментов и рецепторов. Эти белки отвечают за синтез, выделение, действие, внеклеточную инактивацию нуклеотидов (как правило, ATP), а также продукта его внеклеточного расщепления — аденозина. Сигнальные эффекты уридинтрифосфата (UTP) и уридиндифосфата (UDP) значительно совпадают с таковыми у ATP. Ниже последовательно рассматриваются функциональные классы белков, задействованных в пуринергической передаче.
Пуринергические рецепторы
Пуринергические рецепторы — специфический класс мембранных рецепторов, которые опосредуют такие жизненно важные функции, как, например, расслабление гладкой мускулатуры пищеварительного тракта в ответ на выделение ATP или аденозина. К настоящему моменту идентифицировано 3 группы пуринергических рецепторов: P1, P2X, P2Y. Сигналы, опосредуемые рецепторами классов P1 и P2Y, имеют противоположные эффекты на биологические системы.
| Название      | Активация                                         | Класс                            |

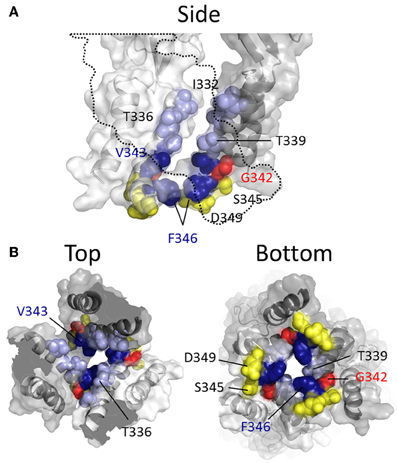
Модель рецептора P2RX2 в открытом состоянии.

| P1-рецепторы  | аденозин                                          | Рецепторы, связанные с G-белками |
| P2Y-рецепторы | нуклеотиды: - ATP - ADP - UTP - UDP - UDP-глюкоза | Рецепторы, связанные с G-белками |
| P2X-рецепторы | ATP                                               | Лигандосвязанные ионные каналы   |

Переносчики нуклеозидов
Переносчики нуклеозидов (англ. nucleoside transporters, NT) — это группа мембранных транспортных белков, которые переносят нуклеозиды (в том числе аденозин) через мембрану клеток и/или везикул. Переносчики нуклеозидов считаются эволюционно древней группой мембранных белков, которые встречаются у различных форм жизни. Существует 2 группы NT:
- Концентративные переносчики нуклеозидов[англ.] (CNT): Na+-зависимые симпортеры;
- Эквилибративные переносчики нуклеозидов[англ.] (ENT): Na+-независимые пассивные переносчики[7].

NT могут регулировать содержание внеклеточного аденозина по принципу обратной связи, тем самым совмещая передачу сигнала с транспортной функцией.
Эктонуклеозидазы
Выделенные нуклеотиды могут быть гидролизованы во внеклеточной среде под действием специальных ферментов, локализованных на поверхности клетки — эктонуклеозидаз. Внеклеточные нуклеозидтрифосфаты и дифосфаты являются субстратами для эктонуклеозидтрифосфатдифосфогидролаз (E-NTPDаз), эктонуклеотидпирофосфатаз/фосфодиэстераз (E-NPP) и алкалинфосфатаз (AP). Внеклеточный AMP гидролизуется до аденозина экто-5'-нуклеотидазой (eN), а также алкалинфосфатазами. В случае любого нуклеотида конечным продуктом гидролиза является нуклеозид.
Паннексины
Интегральной компонентой P2X/P2Y-опосредованного пути передачи сигнала является белок-канал группы паннексинов — PANX1. Он также является ключевым белком, вовлечённым в патофизиологический выброс ATP. В частности, PANX1, наряду с ATP, пуринергическими рецепторами и эктонуклеотидазами вовлечён в пути обратной связи, активируемые при воспалительном процессе.

## Пуринергическая передача сигнала у человека

### Система кровообращения
В сердце человека ATP функционирует как аутокоид в регуляции таких функций и параметров, как частота сердечных сокращений, сократимость миокарда, коронарный кровоток. К настоящему моменту в сердце обнаружены аденозиновые рецепторы четырёх типов. После связывания со специфическим пуринергическим рецептором аденозин вызывает отрицательный хронотропный эффект, так как он действует на электрокардиостимуляторы, а также отрицательный дромотропный эффект по причине подавления атриовентрикулярного узла. С 1980-х годов этот эффект аденозина стал использоваться для лечения пациентов с суправентрикулярной тахикардией.
Регуляция сосудистого тонуса через клетки эндотелия также опосредована пуринергической передачей. Снижение концентрации кислорода вызывает высвобождение ATP из эритроцитов, что приводит к распространению кальциевой волны в эндотелиальном слое сосудов и последующему выделению оксида азота NO, который вызывает вазодилатацию.
При свёртывании крови ADP играет ключевую роль в активации и функционировании тромбоцитов, а также обеспечивает формирование правильной структуры тромба. Эти эффекты опосредованы рецепторами P2RY1 и P2Y12. Рецептор P2RY1 отвечает за изменение формы тромбоцита, повышение внеклеточного уровня кальция и кратковременной аггрегации тромбоцитов, а рецептор P2Y12 отвечает за долговременную аггрегацию тромбоцитов через подавление аденилатциклазы и соответствующее понижение уровня cAMP. Для поддержания гемостаза необходимы оба типа рецепторов.

### Иммунная система

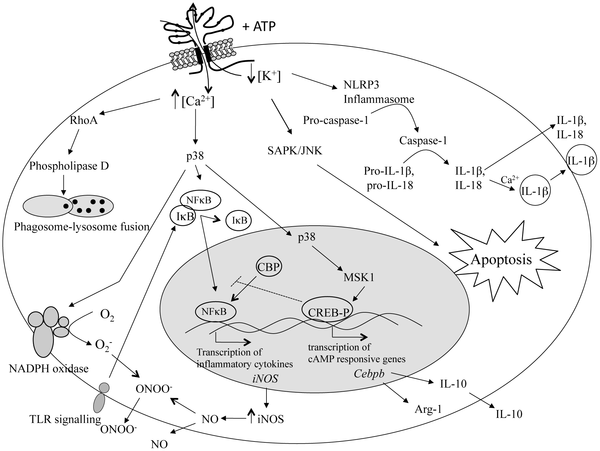
Составляющей частью воспалительного ответа является активация АТР рецептора P2RX7, что вызывает изменение внеклеточного уровня калия и образование инфламмасом.

Аутокринная пуринергическая передача сигнала является важной контрольной точкой в активации лейкоцитов. Эти механизмы усиливают или ослабляют активацию клеток, опосредованную пуринергическими рецепторами, что позволяет координировать клеткам свой функциональный ответ на стимулы из внеклеточной среды.
Как и большинство иммунномодулирующих агентов, ATP может выступать в роли иммунносупрессора или иммунностимулятора в зависимости от цитокинового микроокружения и типа клеточного рецептора. В лейкоцитах, а именно, в макрофагах, дендритных клетках, лимфоцитах, эозинофилах, тучных клетках пуринергическая передача играет патофизиологическую роль в мобилизации кальция, полимеризации актина, высвобождении медиаторов, созревании клеток, цитотоксичности и апоптозе. Повышение внеклеточного содержания ATP, связанное с гибелью клеток, служит важным «сигналом опасности» при воспалительном процессе.
У нейтрофилов тканевый аденозин может как подавлять его, так и активировать в зависимости от микроокружения места воспаления, экспрессии аденозиновых рецепторов нейтрофилами и сродства этих рецепторов к аденозину. Микромолярные концентрации аденозина активируют рецепторы А2А и А2В. Это подавляет высвобождение гранул и предотвращает резкий выброс реактивных форм кислорода (окислительную вспышку). В то же время наномолярные концентрации аденозина активируют рецепторы А1 и А3, что вызывает хемотаксис нейтрофилов навстречу воспалительному агенту. Высвобождение ATP и аутокринная обратная связь через рецепторы P2RY2 и А3 усиливают этот сигнал. На аденозиновый сигнальный путь также влияют факторы, индуцируемые гипоксией.

### Нервная система

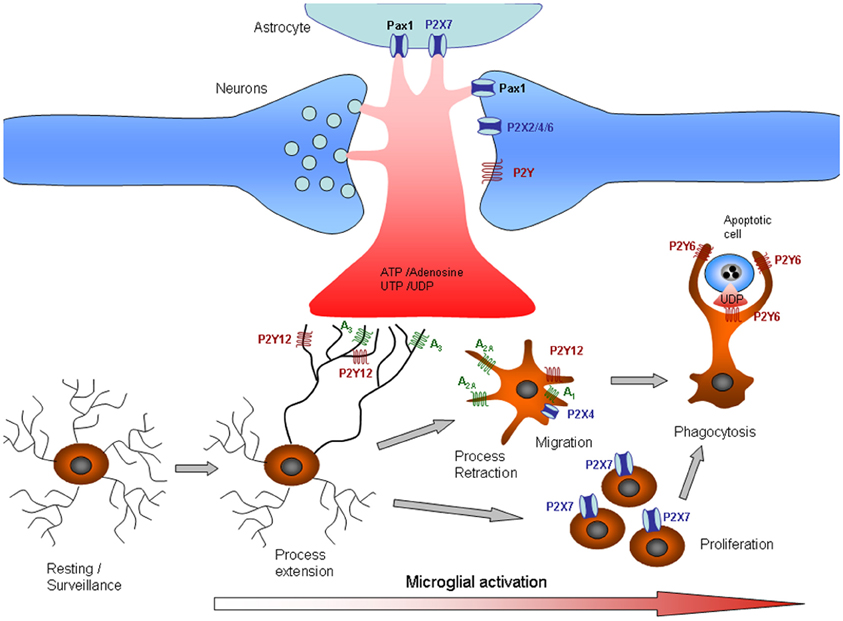
Активация микроглиальных клеток ЦНС через пуринергическую передачу

В центральной нервной системе (ЦНС) ATP высвобождается на синаптических терминалях и связывается с различными ионотропными и метаботропными рецепторами. ATP служит возбуждающим нейроны агентом и медиатором в нейро-глиальных взаимодействиях. И аденозин, и ATP индуцируют пролиферацию астроцитов. В клетках микроглии присутствуют рецепторы Р2Х и Р2Y. Рецептор Р2Y6, который связывается главным образом с уридиндифосфатом (UDP), играет важную роль в микроглиальном фагоцитозе, а рецептор P2Y12 функционирует как специфический рецептор опознавания паттерна. Рецепторы P2RX4 вовлечены в обработку патофизиологических болевых ощущений.
В периферической нервной системе шванновские клетки реагируют на стимуляцию нерва и модулируют высвобождение нейромедиаторов через механизмы, включающие сигнальные пути ATP и аденозина.
Во вкусовых почках при передаче сигналов между вкусовыми рецепторами и нервными волокнами задействованы рецепторы Р2Х2 и Р2Х3, причём при инактивации нейромедиаторов используется высокоспецифичная эктонуклеотидаза (NTPDase2), выделяемая вкусовыми почками. В сетчатке и обонятельной луковице ATP высвобождается нейронами с целью возбуждения кальциевых сигналов в таких глиальных клетках, как клетки Мюллера и астроциты. Они, в свою очередь, влияют на различные гомеостатические процессы в нервной ткани, в том числе на регуляцию кровотока. Таким образом, кальциевые сигналы, возбуждаемые пуринергическими рецепторами, обеспечивают обработку сенсорной информации.
В ходе нейрогенеза и ранних этапов развития мозга эктонуклеозидазы зачастую отрицательно регулируют пуринергическую передачу сигнала, чтобы предотвратить неконтролируемый рост клеток-предшественников и поддерживать оптимальную среду для дифференцировки нервных клеток.

### Другие системы органов
Пищеварительная система
В желудочно-кишечном тракте пуринергические рецепторы типов P1 и P2 представлены весьма широко и выполняют разнообразные функции: выступают как нейротрансмиттеры, как средства аутокоидной и паракринной передачи сигналов, как факторы активизации физиологической деятельности клеток и иммунного отклика. В печени ATP выделяется постоянно для поддержания гомеостаза: через P2-рецепторы он оказывает влияние на выделение жёлчи, а также действует на метаболические и регенерационные процессы в печени. Кроме того, в энтеральной нервной системе имеются рецепторы P2Y, которые, функционируя в энтеральных нервно-мышечных синапсах, модулируют кишечную секрецию и перистальтику.
The purinergic receptors serve a variety of functions from acting as neurotransmitters, to autocoid and paracrine signaling, to cell activation and immune response. Nucleosides and nucleotide agonist of purinergic receptors are released by many cell types in response to specific physiological signals, and their levels are increased during inflammation.
На пуринергические рецепторы служат различные функции: выступать в качестве нейротрансмиттеров, autocoid и паракринными сигнализации и активации клеток и иммунный ответ. Нуклеозидов и нуклеотидов агонист пуринергических рецепторов выпускаются многими типами клеток. в ответ на земли физиологических сигналов и их уровни повышаются при воспалении.
Эндокринная система
Клетки гипофиза секретируют ATP, который действует на рецепторы Р2Х и Р2Y.
Выделительная система
В почках скорость клубочковой фильтрации регулируется несколькими механизмами, в числе которых канальцево-клубочковый механизм. При нём в дистальном конце почечного канальца повышенная концентрация NaCl вызывает базолатеральное высвобождение ATP клетками плотного пятна (macula densa). Это запускает каскад реакций, который обеспечивает приведение скорости клубочковой фильтрации к нужному значению.
Дыхательная система
В дыхательной системе внеклеточные нуклеотиды и нуклеозиды ответственны за молекулярную передачу сигналов для широкого класса биологических процессов, обеспечивающих защиту дыхательных путей от инфекций и токсинов. В частности, ATP и аденозин являются важнейшими регуляторами мукоцилиарного клиренса. В секреции муцина задействованы рецепторы P2RY2, которые располагаются на апикальных мембранах бокаловидных клеток. Внеклеточный ATP действует на глиальные клетки и нейроны дыхательного водителя ритма, тем самым регулируя дыхание.
Опорно-двигательный аппарат
В костной ткани человека рецепторы P2Y и P2X выявлены на мембранах остеобластов и остеокластов. Эти рецепторы дают возможность для регуляции таких процессов, как клеточная пролиферация, дифференцировка, функционирование и смерть. Для дифференцировки и функционирования остеокластов необходима активация аденозиновых рецепторов А1, а активация рецепторов А2 подавляет функционирование остеокластов. Аденозиновые рецепторы трёх других типов вовлечены в процесс формирования кости.

## Эволюционное происхождение

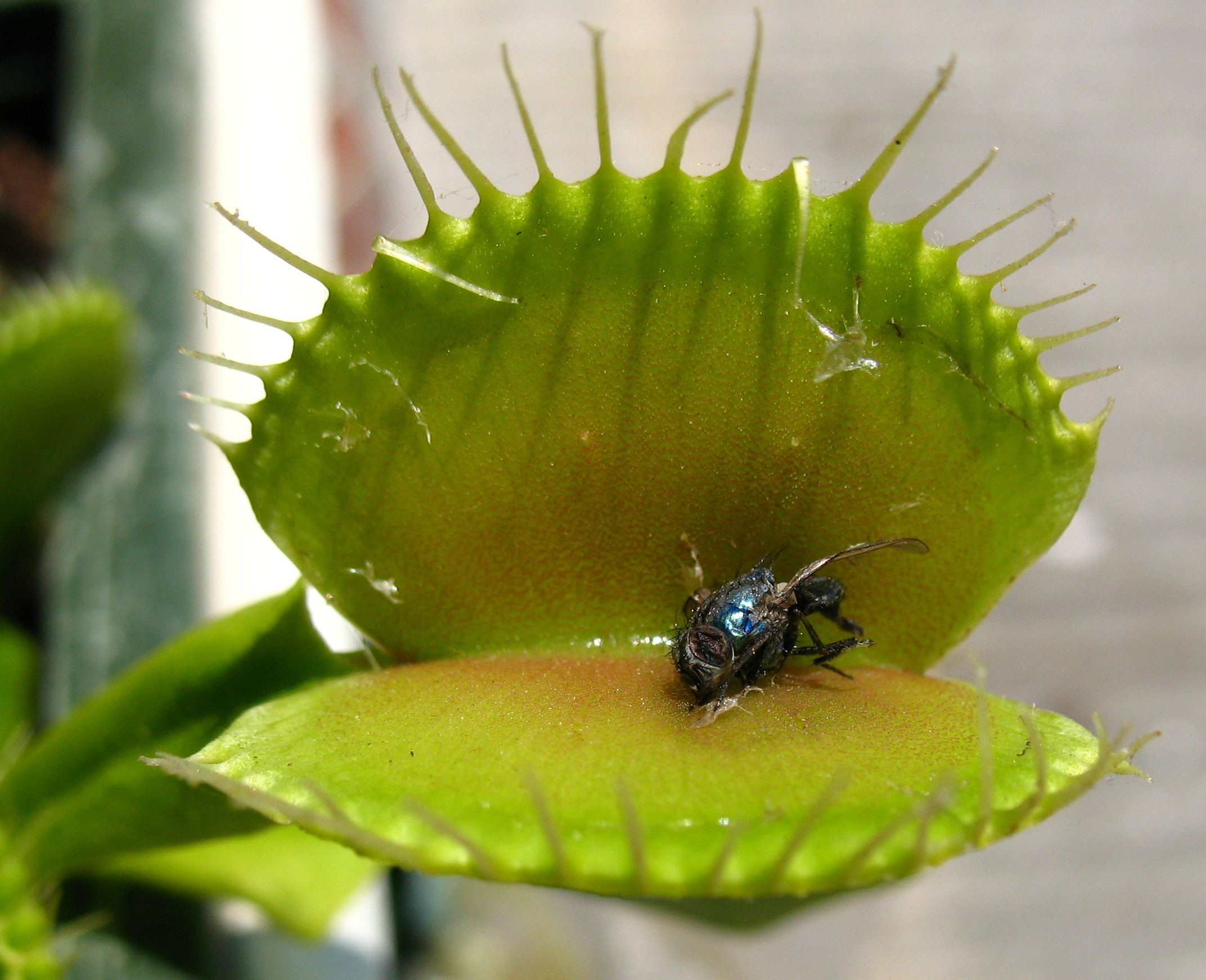
АТР из внеклеточной среды стимулирует схлопывание ловушки у венериной мухоловки.

Пуринергические рецепторы, представленные несколькими семействами, являются наиболее многочисленной группой рецепторов среди всех живых организмов и появились на ранних этапах эволюции. Пуринергические сигнальные системы были выявлены у таких разнообразных групп организмов, как бактерии, амёбы, инфузории, водоросли, грибы, стрекающие, гребневики, плоские черви, кольчатые черви, моллюски, нематоды, тихоходки, членистоногие, иглокожие и позвоночные.
У зелёных растений внутриклеточный ATP и другие нуклеотиды вызывают увеличение концентрации ионов калия в цитозоле, а их общее действие на растение заключается в увеличении темпов роста и модуляции ответа организма на различные стимулы. В 2014 году был описан первый известный пуринергический рецептор растений — DORN1.
Примитивные ионотропные пуринергические рецепторы ранних эукариот возникли, по-видимому, около миллиарда лет назад и дали начало рецепторам семейства P2X, которые представлены у большинства ныне живущих эукариотных видов. Рецепторы ранних эукариот имеют мало гомологий в последовательности аминокислот по сравнению с рецепторами семейства P2X, имеющимися у млекопитающих, хотя и у них эти рецепторы чувствительны к микромолярным количествам ATP. К более позднему времени относится появление метаботропных рецепторов семейств P2Y и P1.

## Клиническое значение
Установлено, что пуринергическая передача сигнала играет определённую роль в развитии многих заболеваний. Ниже перечислены основные такие заболевания и роль пуринергической передачи в их развитии.
Болезнь Альцгеймера
При болезни Альцгеймера наблюдается повышенная экспрессия рецепторов А1 и А2А в клетках лобной доли коры головного мозга, кроме того, экспрессия рецептора А1 понижена в наружных слоях гиппокампальной зубчатой извилины.
Астма
У пациентов, страдающих от астмы, наблюдается повышенная экспрессия аденозиновых рецепторов в клетках дыхательных путей. Аденозиновые рецепторы оказывают влияние на реактивность бронхов, проницаемость эндотелия, разрастание волокнистой соединительной ткани и развитие сети кровеносных сосудов, а также образование слизи.
Заболевания костей
Пуринергическая передача сигнала вовлечена в развитие некоторых заболеваний костной и хрящевой тканей, таких как остеоартроз, ревматоидный артрит и остеопороз. Однонуклеотидный полиморфизм в гене рецептора P2RX7 ассоциирован с повышенным риском переломов костей.
Рак
В клетках большинства злокачественных опухолей происходит чрезмерная экспрессия рецептора P2RX7. Кроме того, на ранних стадиях рака лёгких у человека наблюдается повышенная экспрессия аденозинового рецептора А2А в клетках эндотелия.
Сердечно-сосудистые заболевания
Аденозиновые А2А-рецепторы подавляют образование пенистых клеток.
Заболевания лёгких
Повышенный уровень ATP и аденозина наблюдается в дыхательных путях больных хронической обструктивной болезнью лёгких. Кроме того, жидкость после промывания бронхов у пациентов, страдающих идиопатическим лёгочным фиброзом, содержит больше АТР, чем у здоровых людей. Постоянно увеличивающаяся концентрация аденозина после острой фазы воспаления приводит к развитию фиброза. Внеклеточные пурины модулируют пролиферацию фибробластов путём связывания с аденозиновыми рецепторами и Р2-рецепторами, из-за чего изменяется структура ткани и может развиться патологическое состояние.
Нарушения эрекции
Высвобождение ATP повышает уровень аденозина и активирует синтазу оксида азота, и оба этих события запускают расслабление пещеристых тел пениса. У мужчин с импотенцией сосудистого происхождения отсутствие ответа пещеристых тел на аденозин обусловлено дисфункцией А2В-рецепторов. В то же время избыток аденозина в ткани пениса вызывает приапизм.
Реакция «трансплантат против хозяина»
При развитии реакции «трансплантат против хозяина» АТР высвобождается в перитонеальную жидкость. Он связывается с рецепторами P2RX7 антигенпрезентирующих клеток хозяина и активирует инфламмасомы. Так активируется выделение антигенпрезентирующими клетками ко-стимулирующих молекул. Подавление рецепторов P2RX7 вызывает увеличение количества регуляторных Т-клеток и снижает выраженность остроты реакции.

## Терапевтическое применение

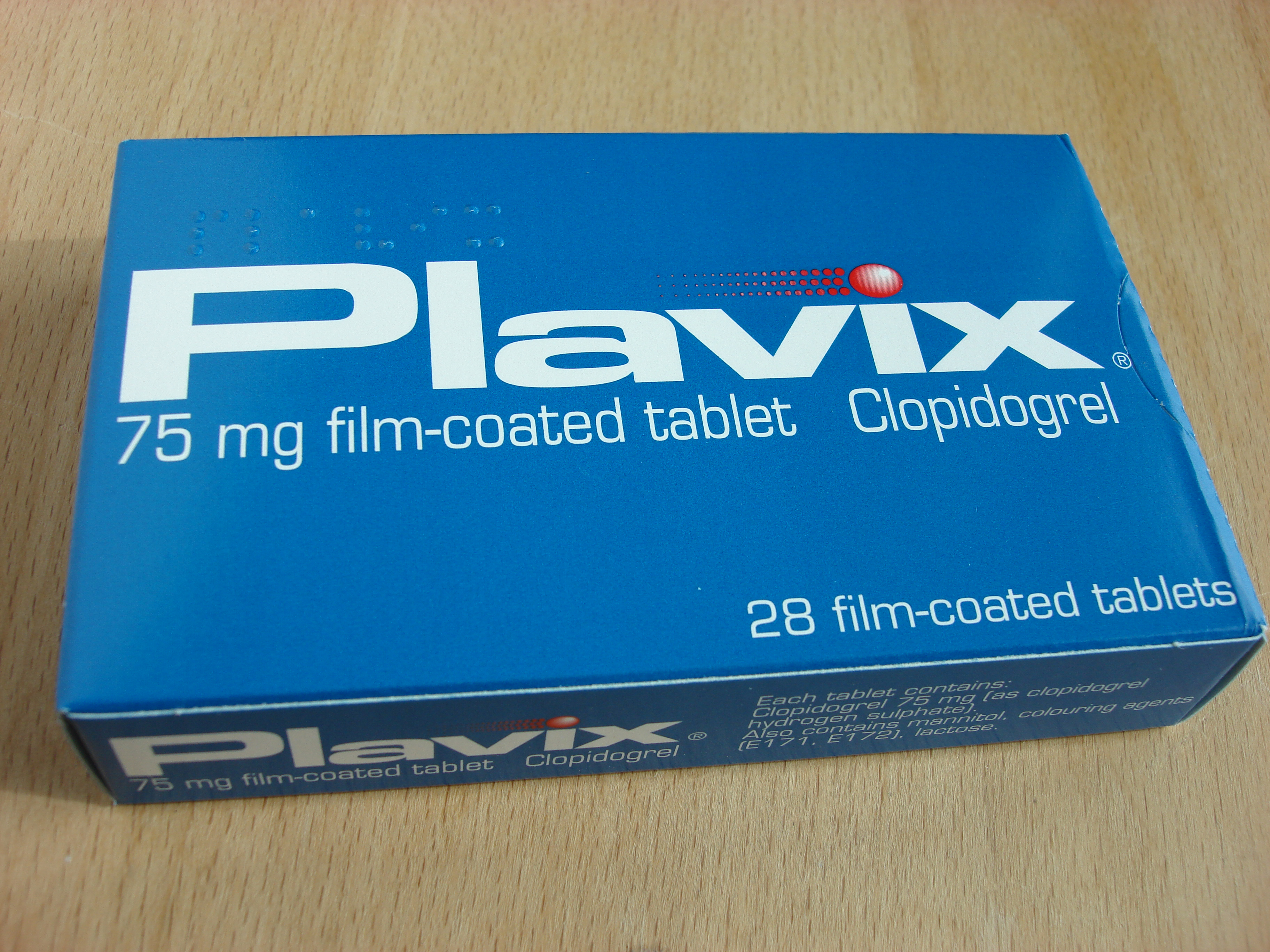
Клопидогрел (плавикс)

Пуринергические реакции тем или иным образом затрагиваются в некоторых терапевтических методах. Например, механическая деформация кожи иглами в акупунктуре, судя по всему, приводит к высвобождению аденозина. Противоболевой эффект акупунктуры может быть опосредован аденозиновыми А1-рецепторами. Электроакупунктура может подавлять боль через активацию множества биологически активных молекул через периферические, спинальные и супраспинальные пути нервной системы.
Стоит отметить важность пуринергической передачи в механизме действия многих лекарств. Например, метотрексат, обладающий сильными противовоспалительными свойствами, подавляет фермент дигидрофолатредуктазу, что вызывает накопление аденозина. При этом кофеин, являющийся антагонистом аденозиновых рецепторов, полностью изменяет противовоспалительную активность метотрексата. Многие антиагрегантные препараты, например, празугрел, тикагрелор и тиклопидин являются ингибиторами рецепторов к ADP. До истечения срока действия своего патента клопидогрел (торговое наименование плавикс), являющийся антагонистом рецепторов P2Y12, был вторым в списке наиболее часто выписываемых рецептурных средств. Кроме того, теофиллин, изначально использовавшийся как бронходилататор, вышел из применения из-за серьёзных побочных эффектов (конвульсии, сердечная аритмия), которые были обусловлены действием этого препарата на рецепторы А1 как антагониста. В настоящее время в кардиологии активно применяется регаденозон — вазодилататор, действующий на аденозиновые А2А-рецепторы. Аденозин и дипиридамол, действующий на рецепторы А2А, используются при получении изображения кровотока миокарда.
Многие травы, применяющиеся в традиционной китайской медицине, содержат компоненты, воздействующие на различные пуринергические рецепторы. Например, ферулат натрия, содержащийся в растении Ligusticum wallichii из семейства зонтичные, является антагонистом рецепторов P2RX3 и тем самым снижает гипералгезию (повышенную болевую чувствительность).
Особенно велико значение пуринергической передачи в различных воспалительных процессах. В частности, смещение равновесия между передачей сигнала через Р1-рецепторы и Р2-рецепторы может стать важным терапевтическим средством погашения хронического воспаления и тем самым способствовать выздоровлению. Среди препаратов, которые действуют на пуринергическую передачу и, возможно, в будущем будут применяться на практике, следует упомянуть:
- Диквафозол — агонист рецепторов P2Y2, возможно, будет использоваться для лечения сухого кератита[73].
- Истрадефиллин[англ.] — антагонист аденозиновых А2-рецепторов, может применяться для лечения болезни Паркинсона в качестве дополнения к L-DOPA[74].

## История изучения

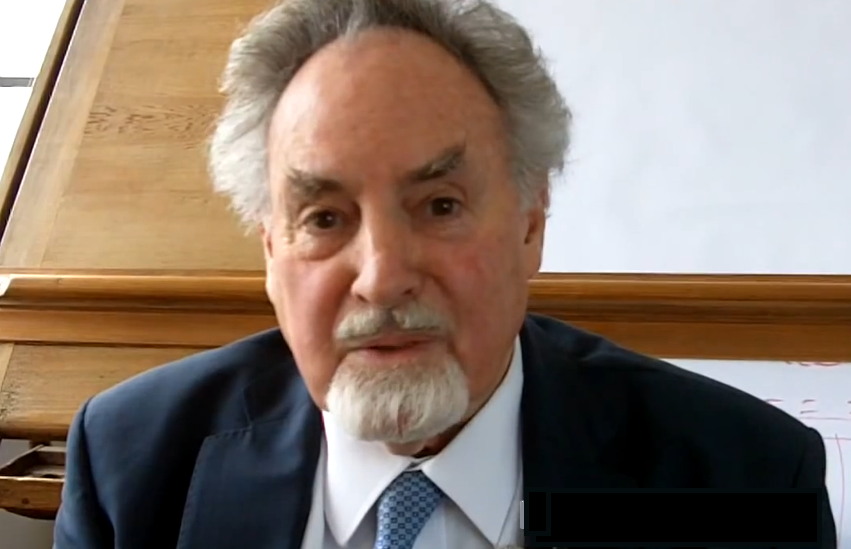
Джеффри Бёрнсток

Первые данные о пуринергических путях передачи сигнала относятся к 1929 году — году публикации статьи, написанной совместно венгерским физиологом Альбертом Сент-Дьёрди и Аланом Друри. В статье было показано, что введение очищенных адениновых соединений (экстрагированных из различных тканей вола и овцы) вызывало временное замедление пульса у подопытных животных (морской свинки, кролика, кошки и собаки).
В 1960-х классический взгляд на вегетативную регуляцию гладкой мускулатуры был основан на принципе Дейла, согласно которому один нейрон может вырабатывать, накапливать и выделять только один нейромедиатор. В связи с этим считалось, что симпатические нейроны выделяют только норадреналин, а парасимпатические — только ацетилхолин. Хотя концепция котрансмиссии нейромедиаторов получила широкое распространение в 1980-х, представление о том, что один нейрон выделяет лишь один нейромедиатор, продолжало господствовать в течение 1970-х.
В 1972 году с исследований Джеффри Бёрнстока (открывшего, если говорить современным языком, пуринергическую передачу сигналов в вегетативной нервной системе) началась череда споров о его выводе, согласно которому существовал не-адренергический и не-холинергический нейромедиатор (NANC). Впоследствии — после наблюдений за его действием на клеточные системы в присутствии адренергических и холинергических блокаторов — он был идентифицирован как ATP.
Предположение Бёрнстока было воспринято критично, так как ATP является универсальным источником энергии в клетке, и казалось странным, что клетка может выделять это жизненно важное соединение как нейромедиатор. После многих лет скептицизма концепция пуринергической передачи сигнала постепенно была принята научным сообществом.
В настоящее время пуринергическую передачу сигнала больше не считают лишь частным случаем синаптической передачи сигнала между нейронами, трактуя её как общий механизм межклеточной коммуникации, осуществляемой между клетками многих, если не всех, тканей.